# Mapeta
Mapeta is een geslacht van vlinders van de familie snuitmotten (Pyralidae), uit de onderfamilie Pyralinae.

## Soorten
- M. cynosura Druce, 1895
- M. omphephora Dyar, 1914
- M. schausi Druce, 1895
- M. xanthomelas Walker, 1863